# Premierminister des Staates Palästina
Der Premierminister des Staates Palästina ist der Regierungschef von Palästina. Das Amt existiert seit Januar 2013, als die Palästinensische Autonomiebehörde umbenannt wurde. Er wird durch den Präsidenten des Staates Palästina ernannt.
Seit dem 31. März 2024 ist Mohammad Mustafa der vierte Premierminister des Staates Palästina.

## Amtsinhaber
| # | Bild               | Name               | Amtsantritt    | Amtsaustritt   | Partei      |
| - | ------------------ | ------------------ | -------------- | -------------- | ----------- |
| 1 | Salam Fayyad       | Salam Fayyad       | 15. Juni 2007  | 6. Juni 2013   | Dritter Weg |
| 2 | Rami Hamdallah     | Rami Hamdallah     | 6. Juni 2013   | 14. April 2019 | Fatah       |
| 3 | Mohammed Schtajjeh | Mohammed Schtajjeh | 14. April 2019 | 31. März 2024  | Fatah       |
| 4 | Mohammad Mustafa   | Mohammad Mustafa   | 31. März 2024  |                | unabhängig  |